# Klemet Erland Hætta

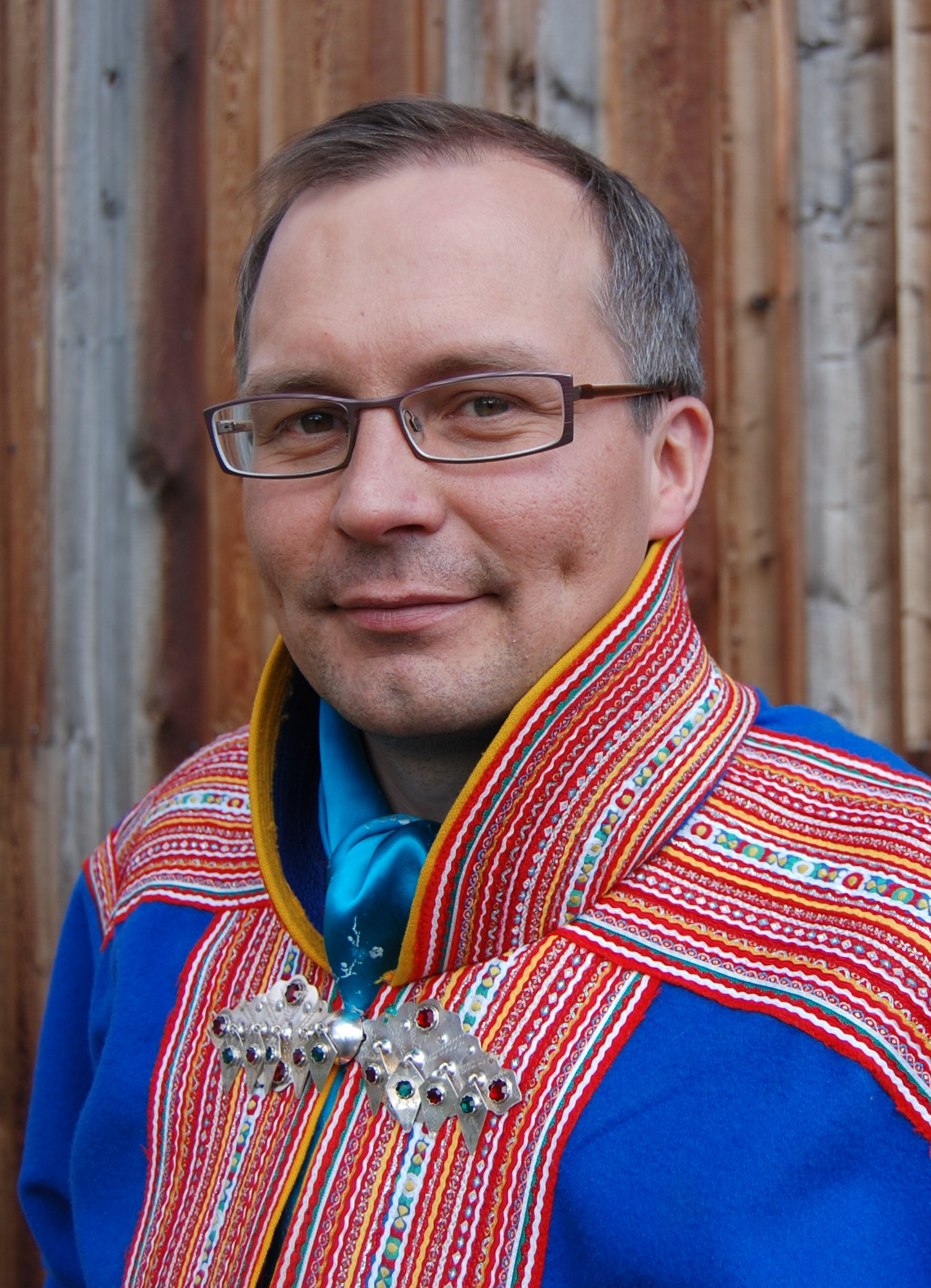
Klemet Erland Hætta

Klemet Erland Hætta, född 2 februari 1973, är en samisk politiker från Norge.
Klement Erland Hætta representerade Norske Samers Riksforbund i Sametinget i Norge som suppleant 1997-2005. Han var ledamot 2005-09 och var då bland annat ordförande i Kontrollkomiteen 2007-2009.
Han är sedan år 2003 ordförande i Kautokeino kommun i Finnmark i Norge, invald i kommunfullmäktige på Samefolkets partis lista. Han är ordförande i Stiftelsen Samisk Musikkfestival i Kautokeino, grundad år 2000, samt det 2007 bildade och av kommunen helägda företaget Internasjonalt Samisk Filmsenter AS. 
Klement Erland Hætta är bosatt i Máze i Kautokeino kommun.